# Die Ehe der Maria Braun
Die Ehe der Maria Braun (La vida marital de Maria Braun) és un film alemany dirigit per Rainer Werner Fassbinder, estrenat el 1979, dins el moviment del Nou cinema alemany. Va ser nominat al Globus d'Or a la millor pel·lícula estrangera.
La pel·lícula és la primera entrega de la Triologia de la BRD (sigla de Bundesrepublik Deutschland, República Federal d'Alemanya), seguida per Lola (1981) i Die Sehnsucht der Veronika Voss (1982). Hi descriu la postguerra a l'Alemanya occidental, que viu un «‘miracle’ econòmic envoltat de silencis, amnèsia i mentida. […] Els seus personatges tenen peus de fang: es venen, es prostitueixen per menjar o per tenir un cotxe o una casa. I ho fan també per oblidar o amagar el passat.»

## Argument
Die Ehe der Maria Braun, realitzada el 1979, segueix el destí d'una dona durant els anys de reconstrucció d'Alemanya, entre 1943 i 1955: Maria es casa amb Hermann sota els bombardeigs, després Hermann és enviat al front rus i desapareix.
Després de la guerra, Maria troba feina en un bar per a soldats americans i es fa amant de Bill, un soldat nord-americà. Però Hermann reapareix i descobreix Bill i Maria junts. Maria mata Bill, i en el judici, Hermann s'inculpa pel crim i és sentenciat a presó, i desapareix de nou de la vida de Maria.
Abans de trobar-lo de nou, Maria haurà d'esperar encara deu anys. Mentrestant, coneix Oswald, un industrial francès que li permet de fer-se ric i pujar en l'escala social per així preparar el seu futur amb Herman.

## Repartiment
- Hanna Schygulla: Maria Braun
- Klaus Löwitsch: Hermann Braun
- Ivan Desny: Karl Oswald
- Elisabeth Trissenaar: Betti Klenze
- Gottfried John: Willi Klenze
- Hark Bohm: Senkenberg
- Greg Eagles: Bill